# الكأس السلطانية 1934
كَأْسُ السُّلْطَانِ حُسَين 1934 هي النُّسْخة الثَّامِنة عَشَر من بُطولة كَأْس السُّلطان حُسَين. لُعبت البُطولة في عام 1934، وفاز بها المِصري بعد فوزه في النهائي على الأهلي بنَتيجة 4–2.